# Любимые песни (воображаемых) людей
«Любимые песни (воображаемых) людей» — второй студийный альбом российского рэп-исполнителя Хаски, вышедший 31 марта 2017 года.
На «Любимых песнях» Хаски касается тем внутреннего и внешнего неблагополучия «маленького человека» на постсоветском пространстве: бедности, нелюбви, алкогольной и наркотической зависимости, ощущения бессмысленности жизни. Журналисты называли его тексты и музыку мрачными, хвалили тексты за «поэтичность» и аутентичное отражение российской действительности.
Альбом и синглы к нему привлекли внимание к Хаски и сделали его одним из самых обсуждаемых музыкантов России конца 2010-х. В прессе отмечали, что на «Любимых песнях» по сравнению с предыдущими альбомами Хаски сумел найти для своей лирики более подходящую музыкальную оболочку. «Любимые песни (воображаемых) людей» вошли в списки лучших русскоязычных альбомов года и десятилетия по версии многих изданий.

## История
В 2016 году Хаски в интервью порталу The Flow рассказал о планах на альбом, заявив, что у него есть «жуткие» наработки. По его словам, после того, как он перестал получать удовольствие от сочинения, он сменил творческий подход, и на новом альбоме будет «говорить метко, а не вычурно».
До релиза альбома вышло несколько синглов. 15 марта 2016 года на видеохостинге YouTube вышел клип на песню «Черным-черно», визуальные образы которого в прессе сравнивали с клипом на трек «Hotline Bling» Дрейка. Клип был снят очень бюджетно: все расходы составили 500 рублей, а костюм Nike, в котором Кузнецов появляется в видео, был взят напрокат. Съёмки шли всего час; после этого началась съёмка видеоклипа на другую композицию, но он, в отличие от «Черным-черно», так и не вышел. 29 ноября появился клип на песню «Пуля-дура». Третьим синглом стала песня «Панелька», вышедшая 20 февраля 2017 года; «Афиша Daily» назвала видеоклип на неё «самой выразительной и эффектной работой Хаски на данный момент». Клип появился на первом месте в чарте видеоклипов MTV Россия. 11 марта появился ещё один сингл, трек «Аллилуйя» с участием рэпера BollywoodFM.
Вышедшие синглы и видео вызвали неоднозначную реакцию широкой публики, но привлекли внимание музыкальной прессы к предстоящему альбому и сделали его одним из самых ожидаемых русскоязычных релизов 2017 года. После выхода видео «Черным-черно» рэпер Oxxxymiron поделился им в Твиттере, сопроводив положительным отзывом. По словам обозревателей The Flow, в 2016—2017-м годах журналисты раздали Хаски много «авансов», и у слушателей были высокие ожидания от предстоящего альбома.
За два дня до официального релиза альбома на всех площадках он был эксклюзивно опубликован на Apple Music, а 1 апреля 2017 года выпущен «ВКонтакте» и на других стриминговых сервисах. 14 апреля в Санкт-Петербурге в клубе MOD прошла презентация альбома, 15 апреля Хаски исполнил его в московском клубе Aglomerat.
После выхода альбома в интервью «Афише Daily» Хаски так прокомментировал его содержание:
Всё, что со мной происходит, я туда выплеснул. Я так долго его откладывал, переделывал, переписывал, что уже дальше некуда было. Всё вроде бы честно, и мне не стрёмно за него совсем. Скорее всего, это самое важное, что я в жизни сделал.
25 мая 2017 года появился клип на песню «Ай», открывающую альбом. 13 июля вышел клип на трек «Пироман 17», в котором снялся актёр Никита Кукушкин. На съёмках этого клипа, предположительно, неизвестные ранили Хаски из травматического оружия. В 2019 году вышло ещё два клипа: 26 мая был опубликовано видео к песне «Детка-Голливуд», главную роль в котором исполнил кроссдрессер Юрий Ромашин, а 24 октября — видеоклип с песней «Заново» и отрывком из неопубликованной полностью композиции «Люцифер» с компьютерной анимацией.
8 августа 2018 года Хаски совместно с лейблом Hyperboloid Records выпустил «Искажение», альбом с ремиксами на треки из «Любимых песен», сделанными музыкантами-участниками лейбла, в числе которых Pixelord, Summer of Haze, Bogue, «A.Fruit», SP4K, Nphonix, Raumskaya и Fisky.

## Музыка и лирика
Сопродюсером альбома является битмейкер QT, уже сотрудничавший с Хаски на его EP «Автопортреты». Основной жанр — хип-хоп; часто используются элементы, определяющие трэп: бас в стилистике драм-машины Roland TR-808 и характерные сэмплы ударных и перкуссии. Некоторые отмечали, что музыка «Любимых песен…» заимствует приёмы из мемфисского рэпа. Музыкальную составляющую альбома журналисты охарактеризовали как минималистичную, неприятную и мрачную. В треке «Панелька» использован известный сэмпл из песни «My Woman» в исполнении Lew Stone & the Monseigneur Band. Трек «Пироман 17» — переработка старой композиции «Пироман», которую Хаски выпустил на дебютном альбоме «Сбчь жзнь».
В альбоме Хаски читает рэп и в некоторых треках поёт. Журналисты отмечали своеобразие флоу, который использует рэпер, а также адлибов, которые здесь сделаны из кашля, плевков и других нетипичных «человеческих» звуков. По свидетельствам очевидцев, во время записи Хаски уделял адлибам большое внимание, долго пытаясь подобрать необходимый звук. По словам лингвиста Игоря Исаева, в качестве художественного приёма на альбоме Хаски использует нетипичную для русского языка редукцию предударных гласных (например, «в животе» он читает как [вжывът’е] вместо [вжыват’е]).
В альбоме исследуются темы российского и постсоветского быта, бедности и неблагополучия, алкогольной и наркотической зависимости, неудачной любви, ощущения бесперспективности и бессмысленности жизни, переживаний «маленького человека». Тексты альбома журналисты также называли «жуткими» и неприятными. Некоторые критики посчитали, что лирика альбома особым образом связана с русской и постсоветской культурой. Настроение «Любимых песен» сравнивали с творчеством группы «4 Позиции Бруно» и Егора Летова, которых сам Хаски называл в числе повлиявших на него музыкантов. Юрий Клименко из Rap.ru посчитал, что альбом посвящён, с одной стороны, усталости человека от жизни, а с другой, протесту против действительности. Денис Майоров из «Канобу» отметил, что Хаски вообще не использует типичные для рэпа тропы — «женщины, тачки, клубы и выпивка», сосредотачиваясь на экзистенциальных проблемах.
С выходом альбома за Хаски закрепился образ «поэта»: например, Сергей Мезенов заявил, что в альбоме «жуткие детали уличной жизни встречаются с серьёзной литературой». Лирический стиль альбома сравнивали с творчеством писателей Юрия Мамлеева и Фёдора Достоевского и поэтов Бориса Рыжего и Сергея Есенина — последнего сам Хаски называл в числе любимых поэтов.

## Реакция
Альбом был положительно принят критиками и был отмечен многими изданиями как один из лучших альбомов 2017 года и 2010-х. Издания называли Хаски «открытием года» в русскоязычной музыке и русском рэпе, «новой большой звездой российского хип-хопа» и «главной надежды российской музыки». Редакторы издания «Сторона» назвали «Любимые песни (воображаемых) людей» самым важным событием в русском рэпе со времён альбома «Дома с нормальными явлениями» Скриптонита.
Журналисты высоко оценили тексты «Любимых песен». Александр Горбачёв посчитал, что «поэтические достоинства Хаски самоочевидны». Денис Майоров из «Канобу» сравнил Хаски как лирика с Oxxxymiron и Дэнни Брауном и посчитал, что альбом «не стыдно [не только] слушать, но и цитировать». Алексей Мажаев из InterMedia высказался более сдержанно, заявив, что «любителям рэп-поэзии стоит ознакомиться с альбомом, несмотря на внешнюю неприветливость интонаций артиста».
Музыку альбома журналисты оценили менее однозначно. Василий Курмелев из «Канобу» посетовал на однообразие аранжировок и «нехватку новых музыкальных решений», Денис Майоров посчитал, что музыкальная сторона альбома проигрывает лирической. Другие же, напротив, заявили, что музыкальная составляющая «Любимых песен» имеет большое значение, отличается разноплановостью и «не уступает текстам». Отдельно некоторые критики отметили работу битмейкера QT, назвав её «ювелирной» или «великолепной».
Журналисты отмечали депрессивность бытописания России в текстах альбома и подчёркивали его социальную направленность. Редакция «Афиша Daily» назвала «Любимые песни» «значительной, сильной записью», Сергей Мезенов из Colta — «жутким, но абсолютно необходимым». Многие посчитали, что тексты передают аутентичный опыт неблагополучной жизни в России и особо выделяли в качестве достоинства их «меткость». Например, редакторы «Стороны» посчитали, что «Хаски не строит декорации, не придумывает своей вселенной, а кропотливо перерисовывает то, что видно в окно панельного дома», обозреватели Meduza — что «именно он сейчас точнее всех говорит о России и переживает всё, что с ней происходит», а журналистка «Газеты.ru» сравнила Хаски с Кендриком Ламаром, который вырос в хрущёвке и читал поэта Бориса Рыжего. Вместе с тем Юрий Клименко в рецензии для Rap.ru отметил, что «Любимые песни…» отличаются от других социально-ориентированных работ: по его мнению, альбом «не проваливается в полноценный арт-хаус, он говорит о нетривиальных вещах, но вполне доступным языком». Издание «Афиша+» сравнило значение трека «Панелька» как песни, точно описывающей своё время, с треком «Биография» группы «Кровосток».
Пресса положительно встретила изменение музыки, подачи и образа Хаски по сравнению с его прошлыми релизами. К примеру, «Афиша+» посчитала, что «стихотворения Хаски в этот раз, кажется, получили самую органичную форму», Meduza — что «в 2016 году Кузнецов как будто изобрёл себя заново».

### Награды и списки
По итогам 2017 года многие российские издания включили «Любимые песни (воображаемых) людей» в свои списки лучших альбомов года. Портал «Канобу» поставил альбом на 9 место в списке альбомов года. В списках отечественных альбомов у Rap.ru «Любимые песни» на 7 месте, у The Flow — на 3 месте. «Афиша+», «Сторона» и Colta включили альбом в списки без ранжирования.
Два трека из альбома попали в список лучших песен 2017 года по версии The Flow: «Пироман 17» оказалась на 28 месте, а «Панелька» — на 10 месте. «Панелька» попала в список лучших песен года без ранжирования по версии Meduza, а также вошла в список лучших песен 2017 года издания «Сторона», в то время как видео на «Пироман 17» попало в список лучших видеоклипов года по версии издания.
После выхода альбома Хаски стал лауреатом премии Jager Music Awards в номинации «Хип-хоп».
В 2019 году, подводя итоги десятилетия, некоторые издания и сайты включили «Любимые песни (воображаемых) людей» в списки лучших или самых важных русскоязычных альбомов 2010-х: так сделали «По фактам» (6 место), Meduza, Time Out, The Village, «Buro 24/7» и «Газета.ru» (без ранжирования). Альбом также попал на 42-е место в списке лучших альбомов постсоветской музыки, собранный изданием «Афиша Daily» в 2022 году.

### Чарты
Непосредственно перед выходом альбома видео на песню «Панелька» поднялось на первое место среди композиций из СНГ в чарте MTV Россия. После релиза «Любимые песни (воображаемых) людей» стартовали на 4 месте в российском чарте iTunes и на 5 месте в российском чарте Google Play.

## Влияние на культуру
Композиции «Панелька» и «Пуля-дура» были использованы в саундтреке к фильму «Как Витька Чеснок вёз Лёху Штыря в дом инвалидов» Александра Ханта. Обозреватели «Кинопоиска» положительно оценили выбор песен, назвав его органичным. Антон Долин в статье для Meduza сравнил сам фильм с экранизацией песни «Панелька».
На некоторые треки из альбома записали каверы известные музыканты: группа «25/17» представила свою версию «Бит шатает голову», а Noize MC — «Панельки».
26 ноября 2018 года после срыва собственного выступления в Краснодаре Хаски забрался на автомобиль, начал исполнять песню «Ай» и тут же был задержан полицией. Инцидент стал резонансным: видео, на котором музыкант вместе с толпой пришедших на концерт людей скандирует строчки из «Ай» («Я буду петь свою музыку / Самую честную музыку»), было распространено интернет-медиа и пользователями Сети. Рэпер Oxxxymiron организовал концерт в поддержку Хаски, который был назван по одной из строчек, «Я буду петь свою музыку», и запустил хэштег с этой строчкой, который несколько дней держался в блоке «Актуальные темы» в русскоязычном Твиттере. На том же концерте вновь прозвучала «Панелька» в исполнении Noize MC.
В январе 2019 года на YouTube-канале барбершопа «Chain Your Life» было опубликовано музыкальное видео, в котором депутат Государственной Думы России Виталий Милонов читает рэп под музыку из песни «Пуля-дура», отсылаясь в тексте к словам песни и фразе «Я буду петь свою музыку». По сюжету ролика Милонов возмущается новостями о срывах концертов рэперов и в своём тексте высказывается против запретов концертов.

## Список композиций
| №                   | Название                         | Автор(ы)            | Музыка              | Длительность |
| ------------------- | -------------------------------- | ------------------- | ------------------- | ------------ |
| 1.                  | «Ай»                             | Хаски               | Хаски               | 2:41         |
| 2.                  | «Бит шатает голову»              | Хаски               | QT                  | 3:51         |
| 3.                  | «Панелька»                       | Хаски               | QT, Хаски           | 3:02         |
| 4.                  | «Заново»                         | Хаски               | QT                  | 3:55         |
| 5.                  | «Пуля-дура»                      | Хаски               | QT, Хаски           | 3:33         |
| 6.                  | «Пироман 17»                     | Хаски               | QT, Хаски           | 3:26         |
| 7.                  | «Аллилуйя» (при уч. BollywoodFM) | Хаски, BollywoodFM  | BollywoodFM, QT     | 3:40         |
| 8.                  | «Мармелад»                       | Хаски               | QT                  | 4:21         |
| 9.                  | «Фюрер»                          | Хаски               | QT, Хаски           | 3:54         |
| 10.                 | «Черным-черно»                   | Хаски               | DDC∆†, QT           | 3:09         |
| 11.                 | «Хозяйка»                        | Хаски               | QT, Хаски           | 3:27         |
| 12.                 | «Детка-голливуд»                 | Хаски               | Хаски               | 3:39         |
| 13.                 | «Мультики»                       | Хаски               | QT                  | 3:39         |
| Общая длительность: | Общая длительность:              | Общая длительность: | Общая длительность: | 46:16        |